# مسجد النور في ديلي
مسجد النور (بالإنجليزية: An-Nur Mosque)، و(بالبرتغالية: Mesquita An-Nur)، هو مسجد يقع في قرية ألور بمدينة ديلي في تيمور الشرقية.

## التاريخ
تم بناء المسجد في الأصل عام 1955 بمبادرة من حسن بن عبد الله بلطيف، رئيس قرية ألور، وفي 20 مارس 1981، خضع المسجد للتجديد.
يتكون المسجد من طابقين، الطابق الأرضي عبارة عن قاعة الصلاة الرئيسية والطابق العلوي مدرسة.